# Eraclide di Sinope
Eraclide di Sinope (in greco Ἡρακλείδης ; Sinope, ... – ...) è stato un poeta greco antico.

## Biografia e opere
Originario di Sinope, Eraclide fu poeta epigrammatico, anche se un solo suo epigramma è stato inserito nell'Antologia Palatina. Altri due epigrammi, comunque, potrebbero essere suoi, ma sono generalmente sotto il nome di Eraclide, senza specificare la città di origine.
Era, comunque, un autore molto famoso, se Diogene Laerzio lo cita come ἐπιγραμμάτων ποιητὴς λιγυρός ("poeta illustre di epigrammi").